# Sidensjö
Sidensjö är en tätort i Örnsköldsviks kommun och kyrkbyn i Sidensjö socken i Ångermanland och Västernorrlands län. 
Sidensjö är beläget mellan sjöarna Bysjön och Drömmesjön, 23 kilometer väster om Örnsköldsvik. 

## Befolkningsutveckling
| Befolkningsutvecklingen i Sidensjö 1965–2020 | Befolkningsutvecklingen i Sidensjö 1965–2020 | Befolkningsutvecklingen i Sidensjö 1965–2020 | Befolkningsutvecklingen i Sidensjö 1965–2020 | Befolkningsutvecklingen i Sidensjö 1965–2020 |
| -------------------------------------------- | -------------------------------------------- | -------------------------------------------- | -------------------------------------------- | -------------------------------------------- |
|                                              |                                              |                                              |                                              |                                              |
| År                                           |                                              |                                              | Folkmängd                                    | Areal (ha)                                   |
| 1965                                         | 1965                                         |                                              | 331                                          |                                              |
| 1970                                         | 1970                                         |                                              | 289                                          |                                              |
| 1975                                         | 1975                                         |                                              | 328                                          |                                              |
| 1980                                         | 1980                                         |                                              | 360                                          |                                              |
| 1990                                         | 1990                                         |                                              | 437                                          | 103                                          |
| 1995                                         | 1995                                         |                                              | 454                                          | 105                                          |
| 2000                                         | 2000                                         |                                              | 409                                          | 105                                          |
| 2005                                         | 2005                                         |                                              | 399                                          | 106                                          |
| 2010                                         | 2010                                         |                                              | 399                                          | 105                                          |
| 2015                                         | 2015                                         |                                              | 380                                          | 128                                          |
| 2020                                         | 2020                                         |                                              | 381                                          | 132                                          |
| Anm.: Ny tätort 1965                         |                                              |                                              |                                              |                                              |

## Samhället
I Sidensjö centrum ligger bland annat Sidensjöskolan (klass 1–6 och förskola), Sidensjö Sparbank (en fristående sparbank), Nätraälven Skog (en skogsägarförening), lanthandel, servicehuset Fyrklövern och Sidensjögården där det finns gruppboende och korttidsboende med äldreboende.
Bland sevärdheterna finns Sidensjö kyrka, som började byggas på 1300-talet och därmed är en av de äldsta i Örnsköldsviks kommun. Strax sydöst om kyrkan längs väg 908 mot Bjästa ligger Sidensjö hembygdsgård, där det under somrarna serveras fika. Vid kyrkan ligger ett vattenkraftverk som utvinner energi ur Nätraån. Ett populärt turistmål är badstranden Bywatch vid Bysjöns östra strand längs länsväg 335 från Örnsköldsvik där det finns brygga och volleybollnät och där det under sommaren hålls simskola.
Sidensjö har även några konstverk som ingår i Nätterlunds minnesfond. Bland annat finns "Skräddaren en vän i viken", "Skidåkerskan" och "Klackspark med skruv".
I Sidensjö finns ett aktivt föreningsliv där de största föreningarna är IOGT-NTO och Sidensjö IK.

## Idrott
Sidensjö IK bedriver idrottsverksamhet i olika sektioner. De största är orientering, skidor och fotboll. Sidensjö ansvarade 1994 för den första etappen i den stora orienteringstävlingen O-ringen. Klubben stod även som arrangör av Natt-SM i orientering 2004. April 2011 var Sidensjö IK orientering en av de få klubbarna från Sverige som for till Spanien för att delta i Spanska mästerskapen. Sidensjö hade under 1980-talet ett damlag i fotboll som spelade i Damallsvenskan. Herrlaget spelar för närvarande i division fyra (femte plats i division fyra år 2010).
Den årliga Kubbyran har blivit en återkommande folkfest i Sidensjö. Kubbyran är en endagsturnering i kubb som startade år 2002 och har vuxit varje år och nu (2016) drar tusentalet personer till Sidensjö.